# Episodi di Squidbillies (prima stagione)
La prima stagione della serie animata Squidbillies, composta da 6 episodi, è stata trasmessa negli Stati Uniti, da Adult Swim, dal 16 ottobre al 20 novembre 2005.
In seguito all'apparizione del protagonista Early Cuyler nello speciale Anime Talk Show, antecedente alla serie, Adult Swim ha deciso di trasmettere una versione incompleta dell'episodio pilota This Show is Called Squidbillies in onore della loro tradizione annuale del Pesce d'aprile. Come affermato alla fine dello stesso, l'episodio sarebbe stato completato in circa cinque settimane ed è stato trasmesso ufficialmente il 16 ottobre 2005.
In Italia la stagione è inedita.
| nº | Codice di produzione | Titolo originale                 | Prima TV USA     |
| -- | -------------------- | -------------------------------- | ---------------- |
| 1  | 101                  | This Show is Called Squidbillies | 16 ottobre 2005  |
| 2  | 102                  | Take This Job and Love It        | 23 ottobre 2005  |
| 3  | 103                  | School Days, Fool Days           | 30 ottobre 2005  |
| 4  | 104                  | Chalky Trouble                   | 6 novembre 2005  |
| 5  | 105                  | Family Trouble                   | 13 novembre 2005 |
| 6  | 106                  | Office Politics Trouble          | 20 novembre 2005 |

## This Show is Called Squidbillies

Rusty si ricongiunge col padre Early in prigione

- Diretto da: Jim Fortier e Dave Willis (non accreditati)
- Scritto da: Jim Fortier, Pete Smith e Dave Willis

### Trama
Il primo episodio della serie presenta alcuni dei personaggi del cartone: lo sceriffo che soffre di enfisema, l'azienda del malvaggio Dan Halen, Space Baby, Snake Man e il ragazzo Billy Morton. La storia però si concentra su Early Cuyler, un calamaro che 15 anni prima faceva la corte per una donna obesa di nome Krystal, la quale chiede di regalarle un walkman prima che lui la possa toccare intimamente. Early Cuyler, ricorrendo alla rapina a mano armata, ruba il walkman al negozio e torna da lei per proporglielo, ma la trova insieme a Snake Man dentro un gabinetto. Avendo dimenticato i nastri, Early torna di nuovo al negozio per rubare il nastro intitolato Bad Company's 10 from 6, ma viene beccato dallo sceriffo e viene condannato a quindici anni di prigione. A sua insaputa, Krystal si sposa con Snake Man e, dopo aver scoperto di essere incinta di Rusty, abbandona il bambino dalla sorella di Early, Lil Cuyler, una donna calamaro che possiede un salone di bellezza. Dopo che lo tiene per un po', Lil, un giorno, fa una permanente allo sceriffo, il quale, dopo aver scoperto 500.000 dollari di crystal meth, lo sequestra per affidare il bambino ad una persona più responsabile. Lo stato allora lo affida in una casa di cura da sua nonna, Granny Cuyler, ma dopo essere fuggito, il piccolo Rusty, prima ancora di spararsi con un fucile, viene fermato da un lupo che lo cresce per ben undici anni dentro il bosco, anche se sembra odiare la sua faccia e veniva sbranato svariate volte. Un giorno però, Rusty si è imbottito di 130 kg di nitroglicerina e si fa saltare in aria insieme ai lupi, ma fortunatamente era tutto un sogno, così come quando era diventato una famosa rockstar che si faceva chiamare Rush e quando ha parlato a sua volta del suo sogno con Lil. Camminando lungo un sentiero sterrato, Rusty incontra il padre che lavora ancora in prigione come spacca-massi. Lo sceriffo, in lacrime, lascia andare Early con suo figlio per iniziare una nuova vita. A cena da Lil, Early dà qualche consiglio paterno al figlio, ma, dopo essersi scordato di avere una famiglia ricordando ancora di essere in prigione, lo picchia con un bastone.
- Guest star: Christian Danley (uomo nel grembo di Krystal).
- Altri interpreti: Nick Ingkatanuwat (Billy Morton), Lane Grayson (prigioniero), Max Willis (neonato).

## Take This Job and Love It
- Diretto da: Jim Fortier e Dave Willis (non accreditati)
- Scritto da: Jim Fortier e Dave Willis

### Trama
Giocando a far schiantare la macchina contro un albero, Early e Rusty vengono interrotti da Lil che li chiama per andare a mangiare del fango fritto. Rusty preferisce tuttavia mangiare un ghiacciolo all'uva e Early gli dice di trovarsi un lavoro. Discutendo col figlio, Early apprende di non avere anch'esso un lavoro e decide di andare al Mattress Christ, dove viene assunto. Cercando disperatamente di fare colpo su una coppia per vendere loro un materasso, Early finisce per tagliarlo col coltello e viene licenziato dal proprietario del negozio, il Reverendo. Con lo sceriffo che gli ricorda una possibile violazione della libertà vigilata, Early, preso di sé, va in cerca di un nuovo lavoro con lui. Dopo aver provato la chirurgia cerebrale e la scienza missilistica tra gli altri, Early viene assunto come amministratore delegato all'azienda di Dan Halen dove tutto ciò che dovrà fare è presentarsi, accettare la responsabilità di una qualsiasi causa e andarsene. Più tardi, Early decide di festeggiare il suo nuovo lavoro in uno strip club.
- Guest star: Fred Armisen (Miguel).
- Note: Il titolo dell'episodio è un riferimento al brano Take This Job and Shove It di Johnny Paycheck.

## School Days, Fool Days
- Diretto da: Jim Fortier e Dave Willis (non accreditati)
- Scritto da: Jim Fortier e Dave Willis

### Trama
Pronto a giocare a calcio, Rusty viene gettato dal padre in una recinzione nel tentativo di iniziare un combattimento tra galli come parte di una sfida commentata da Dan Halen. Con la vittoria del gallo, lo sceriffo decide di riaccompagnare Rusty a casa per informare Early che il figlio dovrebbe andare a scuola o ricevere dell'istruzione domestica. Dopo aver tentato invano di insegnare al figlio la storia e una poesia, Early porta Rusty in gita, dove cade in fondo ad un pozzo. Durante la sera del ballo, Granny e Lil si impegnano in una rissa con coltello, tuttavia finiscono per impegnarsi in un rapporto sessuale. Come parte dell'esame finale, Rusty deve indovinare cosa fare nel frattempo che rimane sopra i binari mentre un treno viene verso di lui. Affermando di voler vivere, Rusty viene interrotto sui binari dallo sceriffo, travestito da treno, il quale dice di aver passato la prova. Con Early che reclama i soldi del suo "lavoro", tutti e tre vengono investiti da un vero treno.
- Altri interpreti: Phil Samson (voce in televisione).

## Chalky Trouble
- Diretto da: Jim Fortier e Dave Willis (non accreditati)
- Scritto da: Jim Fortier e Dave Willis

### Trama
Dopo aver chiesto a Rusty cosa ne pensa dei bianchi, Early lo porta di notte ad un raduno razzista anti-bianchi, dove gli amputano un tentacolo. Con Lil che decide di tornare in casa per pubblicare foto dei suoi glutei su internet, Early e Granny proseguono bruciando gli oggetti che ritengono siano appartenuti ai bianchi, compresa la loro casa. Nel tentativo di bruciare degli alberi, vengono interrotti da una figura col cappuccio che si rivelerà essere lo sceriffo, il quale, recitando una frase di Guerre Stellari, pensa di essere ad una convention di fantascienza. Early lo sottopone quindi ad entrare in un cerchio di fuoco e di rispondere ad un interrogatorio. Ignari del fatto che lo stesso sceriffo sia bianco, quest'ultimo racconta loro la storia di alcuni dei più grandi fondatori bianchi e di quanto siano stati importanti per l'umanità. Più tardi, Granny ha una visione in cui parla con Squid Jesus, il quale spiega come in realtà tutte le culture siano importanti e cercando invano di mostrarle un gioco di magia con le carte. Early giunge alla conclusione che il suo odio rivolto nei confronti dei bianchi è causato dalla sua depressione dovuta con la separazione da Krystal e Rusty apprende che quest'ultima è sua madre ed è anche bianca.
- Guest star: Fred Armisen (Squid Jesus).
- Altri interpreti: Shawn Coleman.

## Family Trouble
- Diretto da: Jim Fortier e Dave Willis (non accreditati)
- Scritto da: Jim Fortier e Dave Willis

### Trama
Rusty si riunisce insieme a sua madre, Krystal, per porre delle domande a test sulla paternità del giovane calamaro.
- Guest star: Todd Barry (Dott. Bug).
- Altri interpreti: Vishal Roney (voce in televisione), Brendon Small (Dott. Jerry).

## Office Politics Trouble
- Diretto da: Jim Fortier e Dave Willis (non accreditati)
- Scritto da: Jim Fortier e Dave Willis

### Trama
La Dan Halen Industries inizia la produzione in massa di alcool domestico dal nome commerciale "Glug".
- Guest star: Fred Armisen (Miguel), Todd Barry (Glenn)
- Altri interpreti: Brendon Small (Evan), Amanda Marks (Donna).
- Note: Durante la pubblicità della Glug, la musica è presa dalla sigla di Spongebob, mentre la voce è quella di Carl Brutananadilewski di Aqua Teen Hunger Force.